# Gaj (Barajevo)
Pour les articles homonymes, voir Gaj.

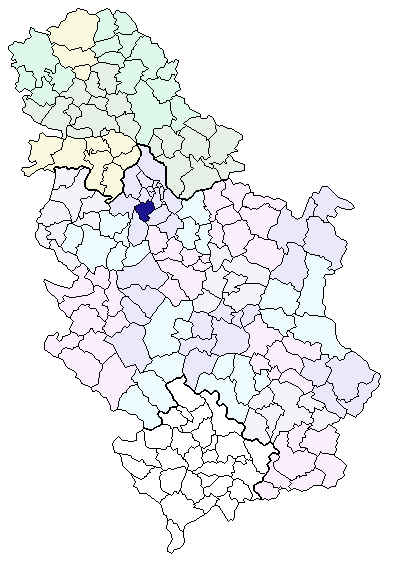
Situation de la municipalité de Barajevo en Serbie

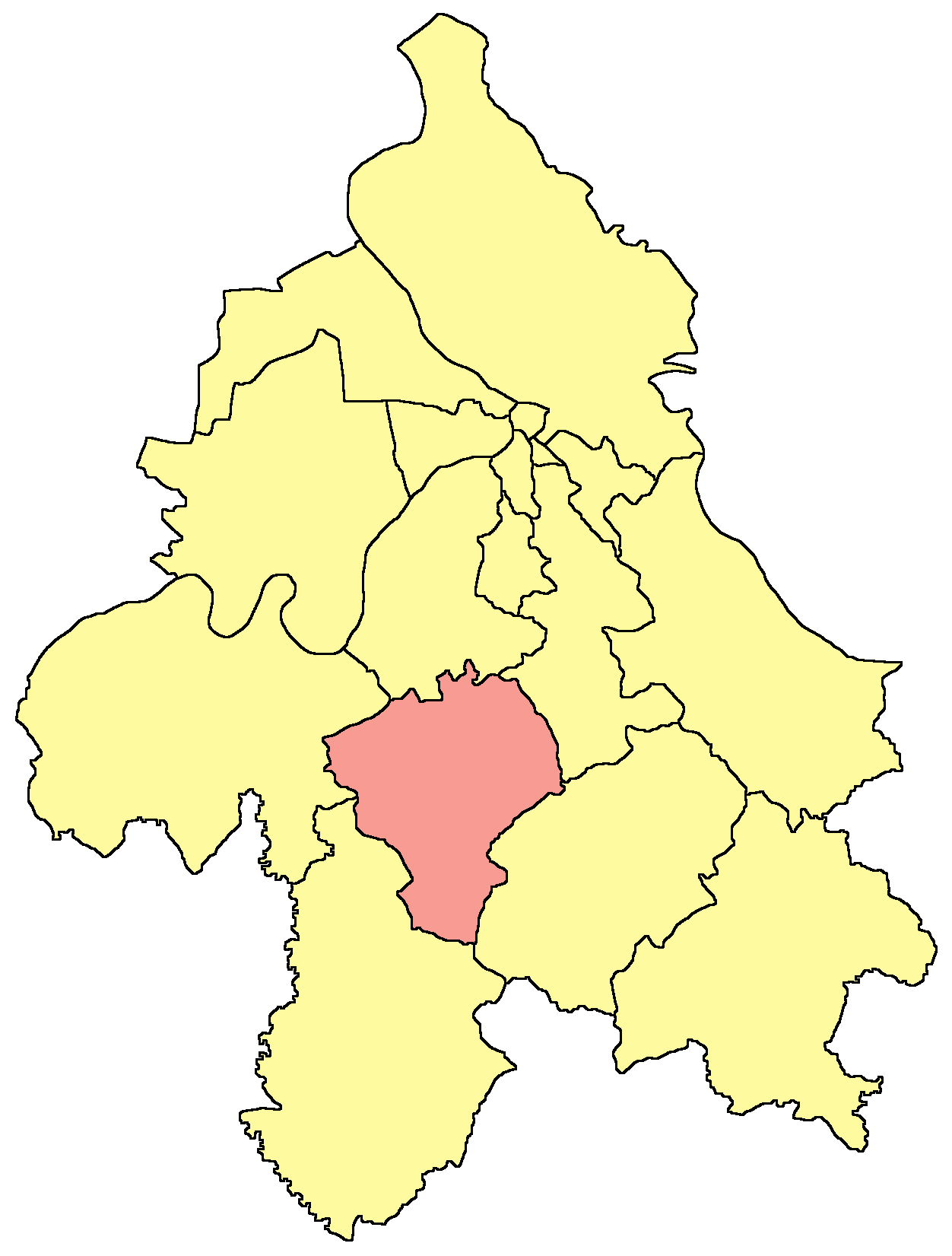
Situation de la municipalité de Barajevo dans le district de Belgrade

Gaj, en serbe cyrillique Гај, est un village de Serbie situé dans la municipalité de Barajevo, district de Belgrade.